# Вочка (приток Моломы)
Вочка — река в России, протекает в Орловском районе Кировской области. Устье реки находится в 44 км по левому берегу реки Моломы. Длина реки составляет 28 км, площадь водосборного бассейна 115 км².
Исток реки в отрогах Северных Увалов северо-восточнее села Кленовица (Шадричевское сельское поселение) в 30 км к северо-западу от города Орлов. Рядом с истоком Вочки находится исток Ромовицы, здесь проходит водораздел между бассейнами Моломы и Великой. Река течёт на юг, протекает сёла Кленовица и Тохтино, деревню Ярушонки. Впадает в Молому в урочище Хохловы восточнее села Курино.

## Данные водного реестра
По данным государственного водного реестра России относится к Камскому бассейновому округу, водохозяйственный участок реки — Вятка от города Киров до города Котельнич, речной подбассейн реки — Вятка. Речной бассейн реки — Кама.
Код объекта в государственном водном реестре — 10010300312111100035980.